# Temple protestant de Monneaux
Le temple protestant de Monneaux est un lieu de culte situé dans le hameau de Monneaux, sur le territoire de la commune d'Essômes-sur-Marne, dans le département de l'Aisne. La paroisse est membre de l'Église protestante unie de France.

## Historique

### Sous l'Ancien régime
A la Renaissance, Meaux est touché par les idées de la Réforme protestante. En particulier, le Cénacle de Meaux, animé par l'évêque de Meaux Guillaume Briçonnet et son vicaire Jacques Lefèvre d'Étaples réanime les études humanistes autour de la lecture de la Bible, sous la protection de Marguerite de Valois-Angoulême, sœur aînée du roi François Ier.
En 1546, quatorze « hérétiques » sont brûlés sur la place du marché de Meaux, et des familles protestantes s'exilent à Monneaux, protégées, par les moines de l'abbaye d'Essômes. Une Église réformée est dressée dans les années 1560 sous l’impulsion du seigneur de Nogentel. La communauté passe dans la clandestinité après la révocation de l'édit de Nantes en 1685. Les pasteurs Claude Brousson et Gardien Givry assistent les protestants pendant la période du Désert.

### Depuis la Révolution
Les protestants retrouvent la liberté de conscience et liberté d'expression avec la Révolution française et l'article 10 de la Déclaration des droits de l'homme et du citoyen de 1789. Le temple de Monneaux a été construit en 1792. Il est inauguré le 28 juillet 1793. C'est le second temple construit en France après la Révolution.
En 1804, il devient le siège d'un consistoire réformé représentant quelque 6 000 personnes. L'édifice prend sa forme actuelle en 1863, date à laquelle son clocher-porche est édifié.
Pendant la Première Guerre mondiale, le temple est très endommagé lors de la bataille de la Marne de 1918. Il est ensuite restauré grâce à l'action de l’Église méthodiste épiscopale des États-Unis (Methodist Episcopal Church), durant l'entre-deux-guerres,. Mais le hameau se dépeuple durant l'exode rural, et le temple devient une annexe de l'Église réformée de Château-Thierry, inaugurée en 1924.
Le monument est inscrit au titre des monuments historiques en 1986.

## Description
A l'intérieur, des bancs organisées en deux rangées avec une allée centrale font face à une chaire et à la table de communion sur une estrade. Sur le mur est inscrit « Dieu est amour / 1 Jean IV, 6 » et en regard au-dessus de la porte d'entrée « Je suis le cep, vous êtes les sarments / Jean XV, 5. » L'oculus du porche présente un vitrail avec une croix huguenote blanche stylisée, nimbée de rayons dorés.